# Otto Wels
Otto Wels (15. září 1873 Berlín — 16. září 1939 Paříž) byl německý politik, předseda SPD v době Výmarské republiky a po nástupu nacistů k moci předseda strany v exilu.
Narodil se v rodině hostinského a vyučil se lepičem tapet, v letech 1895 až 1897 absolvoval vojenskou službu. V zaměstnání založil odborovou organizaci a vstoupil do sociální demokracie, byl členem redakční rady stranického deníku Vorwärts. V roce 1912 byl zvolen poslancem říšského sněmu za obvod Calau. Zúčastnil se Listopadové revoluce v roce 1918 jako člen dělnické rady, po zvolení Friedricha Eberta německým prezidentem se stal jeho nástupcem ve vedení strany. Byl protivníkem ministra obrany Gustava Noskeho, stál u zrodu socialistické paramilitární organizace Reichsbanner Schwarz-Rot-Gold. Od roku 1923 byl zástupcem Německa v Socialistické dělnické internacionále. V březnu 1933 při schvalování Zmocňovacího zákona vznesl na půdě parlamentu emotivní protest proti likvidaci demokratického zřízení a prohlásil: „Můžete nám vzít svobodu i život, ale čest nikoli.“ Krátce poté emigroval do Sárska, kde založil exilovou sociální demokracii, zvanou Sopade. Po obsazení Sárska Třetí říší odešel do Prahy a po přijetí Mnichovské dohody do Paříže, kde zemřel. Roku 2009 mu byla odhalena v berlínském obvodě Treptow-Köpenick pamětní deska.